# Telesforo Julve
Telesforo Julve Jordán (11 de enero de 1884, Villarroya - 1945, Valencia) fue un lutier español, afincado en Valencia.
Sus guitarras fueron muy populares durante las primeras décadas del siglo XX, siendo exportadas internacionalmente. El musicólogo y lutier José Luis Romanillos lo recoge en su diccionario de guitarreros.

## Biografía
Nació un 11 de enero de 1884 en Villarroya de los Pinares (Teruel) y falleció en Valencia en 1945. Aprendió el oficio de lutier de la mano de su tío Andres Marín. 
Desde 1909 abrió un taller junto a otros dos socios Francisco Armengol y Francisco Lloréns, sociedad que existió hasta que en 1915 Armengol abandonó dejando solos a Lloréns y Julve. Fue en 1918 cuando Julve comenzó a trabajar de manera independiente.
Además de guitarras también la empresa se encargaba de la elaboración de cuerdas, que a menudo eran importadas de otros países. Del taller de Julve salieron muchos constructores que tras un período de formación abandonaron el taller para probar suerte por su cuenta, con desigual fortuna. Entre ellos destaca Ricardo Sanchis que tras 8 años en el taller se estableció en solitario en 1925.
Se estima que durante varios años tuvo una producción de varios miles de unidades. 
Tras su muerte en 1945 el negocio fue continuado por sus hijos Juan y Telesforo Julve Torres.